# 망누스 헤드만
망누스 칼 헤드만(스웨덴어: Magnus Carl Hedman ˈmǎŋːnɵs ˈhěːdman[*], 1973년 3월 19일, 스톡홀름 주 후딩에 ~)은 스웨덴의 전직 축구 선수로, 현역 시절 골키퍼로 활약했다. 1990년에 AIK에서 프로에 입문한 그는 잉글랜드 프리미어리그, 스코티시 프리미어리그, 이탈리아 세리에 A를 누비다가 2005년에 은퇴했다. 그는 스웨덴 국가대표팀 경기에 58번 출전했고, 1994년과 2002년의 월드컵 2번, 2000년과 2004년의 유럽 축구 선수권 대회에 2번 출전했다. 그는 2000년에 스웨덴의 최우수 축구 선수로서 굴드볼렌의 주인공이 되기도 했다.

## 클럽 경력

### 초기 경력
헤드만은 봇쉬르카 출신으로, 베르비 고르와 스톡홀름에서 축구를 시작했다. 그는 1987년에 AIK에 입단하여 1990년에 불과 17세의 나이로 알스벤스칸 신고식을 치렀다. 그는 AIK에서 1992년 알스벤스칸 우승을 거두고 1997년 7월에 잉글랜드의 코번트리 시티로 건너가면서 해외 생활을 시작했다.

### 코번트리 시티
1997년 12월 13일, 24세였던 헤드만은 4-0으로 이긴 토트넘 홋스퍼와의 경기에서 첫 선을 보였고, 단 2월에만 부상으로 주장을 내주었다. 그러나 스티브 오그리조비치가 건재함을 과시하며 시즌 말까지 등번호 1번을 사수했지만, 헤드만은 복귀하여 막판 3번의 리그 경기에 출전했다. 헤드만은 코번트리 시티 1년차에 17번의 경기에 출전했다. 1998-99 시즌 들어 헤드만은 등번호 1번을 가져갔다. 반면 41세가 된 오그리조비치가 노쇠화로 2경기 출전에 그친 가운데 헤드만이 모든 대회를 통틀어 42번의 경기에 출전했다.
헤드만은 오그리조비치의 마지막 시즌인 1999-2000 시즌에도 등번호 1번을 계속 달았다. 이듬해 신예 크리스 커클란드가 헤드만의 유니폼을 꿰찼지만, 하늘색 군단은 시즌 말 프리미어리그에서 강등되었다. 헤드만은 커클란드가 2001-02 시즌 1경기를 치른 후 리버풀행을 감행함에 따라 따라 주전 지위를 되찾았다. 헤드만의 코번트리 시티 경력은 험악한 분위기로 마쳤는데, 2002년 4월 6일 프레스턴 노스 엔드와의 원정 경기에서 '지지자'가 그의 구단에 대한 헌신성에 의문을 제기하며 난입했었다.

### 셀틱, 안코나, 은퇴
2002년 여름, 헤드만은 스코티시 프리미어리그의 셀틱으로 이적했다. 헤드만은 3년 동안 36번의 경기에 출전했지만, 여러 차례 부상을 당하면서 마틴 오닐 감독이 처음에는 랩 더글라스를 나중에는 데이비드 마셜을 중용하였다.
2004년 1월, 그는 이탈리아의 안코나로 세리에 A 시즌 잔여 기간동안 임대되었다. 헤드만은 단 3경기 출전에 그쳤는데, 당시 안코나 동료의 매수를 목격했다는 주장을 했다. 그는 셀틱으로 복귀해 챔피언스리그 조별 리그에서 바르셀로나와 밀란을 상대했고, 이후 2005년 7월에 구단에서 방출되었다. 그로부터 한 달 후, 그는 프로 은퇴를 선언했다.

### 잉글랜드 복귀
2006년 11월 9일, 헤드만이 1주 시험 기간을 통해 엔히케 일라리우와 유소년부에서 차출된 이브 마-칼랑베를 제외하고 상태가 온전한 골키퍼 자원이 부족했던 프리미어리그 전 시즌 우승 구단 첼시에 입단하는 것으로 발표되었다. 입단은 2006년 11월 14일에 성사되었는데, 헤드만은 에이뒤르 그뷔드요흔센의 이적으로 공석이 된 등번호 22번의 주인공이 되었다. 시즌 종료 후, 헤드만의 계약은 만료되었고, 시즌 말까지 그는 한 번의 공식 경기에도 출전하지 못했다.

### 프레이
그는 이후 3부 리그의 프레이 골키퍼 코치로 활동했다. 2013년 6월 21일, 그는 단 한 경기에서 90분을 출전해 셀롱예르와의 경기에서 3-1 승리에 보탰다.

## 국가대표팀 경력
헤드만은 붙박이 주전 토마스 라벨리 골키퍼의 후보로 1994년 월드컵에 라세 에릭손과 함께 스웨덴 선수단에 이름을 올렸다. 그는 1997년 2월에 스웨덴 국가대표팀 경기 신고식을 치렀고, 유로 2000에 스웨덴 선수단의 일원으로 참가해 3경기를 치렀지만, 벨기에와의 경기에서 바르트 호르와 에밀 음펜자에, 이탈리아와의 경기에서 루이지 디 비아조와 알레산드로 델 피에로에게 실점해 두 경기 모두 1-2로 패했다. 나머지 튀르키예와의 경기는 0-0으로 비겼다. 그는 2000년 스웨덴 최우수 선수로 굴드볼렌의 주인공이 되었다. 그는 2002년 월드컵에서도 4경기 전부 선발로 매 분을 소화했다. 그는 유로 2004에도 참가해 안드레아스 이삭손의 후보 수문장을 맡았다.

## 사생활
그는 스웨덴의 작가이자 모델, 그리고 팝 가수인 마달레나 그라프와 이혼했다. 둘 사이에 2남을 두었는데, 둘 중 하나는 가수인 란슬롯이다.

## 경력 통계

### 국가대표팀
| 국가대표팀 | 연도 | 출장 | 골 |
| ---------- | ---- | ---- | -- |
| 스웨덴     | 1997 | 5    | 0  |
| 스웨덴     | 1998 | 6    | 0  |
| 스웨덴     | 1999 | 9    | 0  |
| 스웨덴     | 2000 | 10   | 0  |
| 스웨덴     | 2001 | 11   | 0  |
| 스웨덴     | 2002 | 10   | 0  |
| 스웨덴     | 2003 | 3    | 0  |
| 스웨덴     | 2004 | 4    | 0  |
| 합계       | 합계 | 58   | 0  |

## 수상
AIK
- 알스벤스칸: 1992[2]
- 스벤스카 쿠펜: 1995–96,[2] 1996–97[2]

셀틱
- 스코티시 프리미어리그: 2003–04[2]
- 스코티시컵: 2003–04,[2] 2004–05[2]

스웨덴
- 월드컵 3위: 1994[2]

개인
- 스토르 그라브: 1999[22]
- 굴드볼렌: 2000[2]